# توشیهیرو آئویاما
توشیهیرو آئویاما (انگلیسی: Toshihiro Aoyama؛ زاده ۲۲ فوریهٔ ۱۹۸۶) یک بازیکن فوتبال اهل ژاپن است.
وی همچنین در تیم ملی فوتبال ژاپن بازی کرده‌است.